# هوراشيو هارتلي
هوراشيو هارتلي (بالإنجليزية: Horatio Hartley)‏ هو مستكشف نيوزلندي، ولد في 1826، وتوفي في 1903.